# تشارلز أ. راي
تشارلز أ. راي (بالإنجليزية: Charles A. Ray)‏ هو دبلوماسي أمريكي، ولد في 5 يوليو 1945 في سنتر في الولايات المتحدة.

## وصلات خارجية
- تشارلز أ. راي على موقع إن إن دي بي (الإنجليزية)